# Danny McNamara
Danny John McNamara (Sidcup, 27 dicembre 1998) è un calciatore irlandese, difensore del Millwall.

## Carriera

### Club
Cresciuto nelle giovanili del Millwall, ha iniziato a giocare nelle serie minori del campionato inglese. Nel 2020 viene ceduto in prestito al St. Johnstone, formazione della massima serie scozzese. Agli inizi del 2021 rientra dal prestito e il 12 gennaio successivo debutta in prima squadra, giocando l'incontro di Championship pareggiato per 1-1 sul campo del Bournemouth.

### Nazionale
Tra il 2019 e il 2020 ha giocato due partite con la nazionale irlandese Under-21.

## Statistiche

### Presenze e reti nei club
Statistiche aggiornate al 19 aprile 2022.
| Stagione        | Squadra                | Campionato      | Campionato | Campionato | Coppe nazionali | Coppe nazionali | Coppe nazionali | Coppe continentali | Coppe continentali | Coppe continentali | Altre coppe | Altre coppe | Altre coppe | Totale | Totale |
| Stagione        | Squadra                | Comp            | Pres       | Reti       | Comp            | Pres            | Reti            | Comp               | Pres               | Reti               | Comp        | Pres        | Reti        | Pres   | Reti   |
| --------------- | ---------------------- | --------------- | ---------- | ---------- | --------------- | --------------- | --------------- | ------------------ | ------------------ | ------------------ | ----------- | ----------- | ----------- | ------ | ------ |
| nov.-dic. 2018  | Welling Utd            | NLS             | 9          | 0          | FACup           | -               | -               |                    | -                  | -                  | FAT         | -           | -           | 9      | 0      |
| gen.-feb. 2019  | Dover Athletic         | NL              | 8          | 1          | FACup           | -               | -               |                    | -                  | -                  | FAT         | -           | -           | 8      | 1      |
| mar.-mag. 2019  | Havant & Waterlooville | NL              | 4          | 1          | FACup           | -               | -               |                    | -                  | -                  | FAT         | -           | -           | 4      | 1      |
| 2019-gen. 2020  | Newport County         | FL2             | 21         | 0          | FACup+CdL       | 0+1             | 0               |                    | -                  | -                  | FLT         | 1           | 0           | 23     | 0      |
| 2020-gen. 2021  | St. Johnstone          | SP              | 22         | 1          | CS+CdL          | 0               | 0               |                    | -                  | -                  |             | -           | -           | 22     | 1      |
| gen.-giu. 2021  | Millwall               | FLC             | 16         | 0          | FACup+CdL       | 1+0             | 0               |                    | -                  | -                  |             | -           | -           | 17     | 0      |
| 2021-2022       | Millwall               | FLC             | 34         | 2          | FACup+CdL       | 1+0             | 0               |                    | -                  | -                  |             | -           | -           | 35     | 2      |
| Totale carriera | Totale carriera        | Totale carriera | 114        | 5          |                 | 3               | 0               |                    | -                  | -                  |             | 1           | 0           | 118    | 5      |

### Cronologia presenze e reti in nazionale
| Cronologia completa delle presenze e delle reti in nazionale ― Irlanda under 21 | Cronologia completa delle presenze e delle reti in nazionale ― Irlanda under 21 | Cronologia completa delle presenze e delle reti in nazionale ― Irlanda under 21 | Cronologia completa delle presenze e delle reti in nazionale ― Irlanda under 21 | Cronologia completa delle presenze e delle reti in nazionale ― Irlanda under 21 | Cronologia completa delle presenze e delle reti in nazionale ― Irlanda under 21 | Cronologia completa delle presenze e delle reti in nazionale ― Irlanda under 21 | Cronologia completa delle presenze e delle reti in nazionale ― Irlanda under 21 |
| Data                                                                            | Città                                                                           | In casa                                                                         | Risultato                                                                       | Ospiti                                                                          | Competizione                                                                    | Reti                                                                            | Note                                                                            |
| ------------------------------------------------------------------------------- | ------------------------------------------------------------------------------- | ------------------------------------------------------------------------------- | ------------------------------------------------------------------------------- | ------------------------------------------------------------------------------- | ------------------------------------------------------------------------------- | ------------------------------------------------------------------------------- | ------------------------------------------------------------------------------- |
| 14-11-2019                                                                      | Erevan                                                                          | Armenia under 21                                                                | 0 – 1                                                                           | Irlanda under 21                                                                | Qual. Europeo Under-21 2021                                                     | -                                                                               |                                                                                 |
| 18-11-2020                                                                      | Beggen                                                                          | Lussemburgo under 21                                                            | 1 – 2                                                                           | Irlanda under 21                                                                | Qual. Europeo Under-21 2021                                                     | -                                                                               |                                                                                 |
| Totale                                                                          |                                                                                 | Presenze                                                                        | 2                                                                               |                                                                                 | Reti                                                                            | 0                                                                               |                                                                                 |

## Palmarès

### Club

#### Competizioni nazionali
- Coppa di Scozia: 1

St. Johnstone: 2020-2021
- Coppa di Lega scozzese: 1

St. Johnstone: 2020-2021